# Jacques Bontemps
Pour les articles homonymes, voir Bontemps.
Jacques Bontemps, né en 1944, est un philosophe, traducteur et critique de cinéma français.

## Éléments biographiques
Proche du groupe de critiques des Cahiers du cinéma au début des années 1960, Jacques Bontemps est recruté à la rédaction de la revue en 1964 (alors qu'il est encore étudiant au lycée Condorcet dans la khâgne de Jean Beaufret). Jacques Rivette en est le rédacteur en chef. Il fait partie d'une nouvelle génération de critiques engagés par la revue en moins d'un an, avec Jean Narboni, Louis Skorecki, Serge Daney, Jean-Claude Biette et André Téchiné,.
Il écrit comme collaborateur régulier de mai 1964 à février 1968, secrétaire de rédaction à partir de janvier 1966, présent lors du combat contre l'interdiction de La Religieuse, de l'opposition à l'éditeur Filipacchi quand il impose une couverture sur le film Chappaqua, et de l'affaire Henri Langlois quand le directeur de la Cinémathèque française est déclassé par le ministre de la culture André Malraux. Il signe des articles sur Jean-Luc Godard, Eric Rohmer, Sacha Guitry, Abraham Polonsky, Robert Rossen, Samuel Fuller, Paulo Rocha, Marco Bellocchio, Pier Paolo Pasolini, Marguerite Duras ou Pierre Perrault et réalise des entretiens avec Alfred Hitchcock (1964), Éric Rohmer (1965), Bernardo Bertolucci (1965), Andrzej Wajda (1966), Dušan Makavejev (1966), Aleksandar Petrović (1967), René Allio (1967), Jean-Luc Godard (1967) ou Jean-Marie Straub et Danièle Huillet (1975),. Bontemps est à l'époque le compagnon de Marie-France Pisier. Il figure au cours de la décennie dans plusieurs films du groupe des Cahiers, notamment Brigitte et Brigitte de Luc Moullet, Paulina s'en va d'André Téchiné, Céline et Julie vont en bateau de Jacques Rivette et joue dans L'Accompagnement de Jean-André Fieschi.
Ensuite, Bontemps participe au séminaire de Martin Heidegger au Thor (1968), à la traduction collective des Olympiques de Pindare pour la Revue de Poésie de Michel Deguy, traduit Hannah Arendt : plusieurs essais de La Crise de la culture (1972) et de Vies politiques (1974), publie quelques articles dans La Quinzaine littéraire, Universalia (1977, 1978) et le supplément littéraire du Matin de Paris ainsi qu'un essai sur Les Mots de Jean-Paul Sartre.
Après avoir passé l'agrégation de philosophie (1972), il enseigne d'abord au Mans puis en classes préparatoires à Paris, notamment aux lycées Louis-le-Grand (en Math spé) et Fénelon (en khâgne).
Dans les années 1990, Bontemps participe à la revue Cinémathèque créée par Dominique Païni, et devient collaborateur puis membre du conseil de rédaction de la revue Trafic créée par Serge Daney, signant à partir de l'hiver 1994 une vingtaine de textes, notamment sur Jean-Marie Straub et Danièle Huillet, Jean Renoir, Robert Bresson, John Ford, Douglas Sirk, James Gray, Bernardo Bertolucci, André Téchiné, Jean-Claude Biette, Jean Paul Civeyrac ou Roland Barthes.

## Filmographie

### Acteur ou silhouette
- 1966 : L'Accmpagnement de Jean-André Fieschi
- 1966 : Brigitte et Brigitte de Luc Moullet
- 1968 : Paulina s'en va de André Téchiné
- 1974 : Céline et Julie vont en bateau de Jacques Rivette
- 2010 : Biette de Pierre Léon
- 2011 : À voir absolument (si possible) : Dix années aux Cahiers du cinéma, 1963-1973 de Jean-Louis Comolli
- 2013 : Jeunesse de Justine Malle